# Měšice
Měšice (en allemand : Mieschitz) est une commune du district de Prague-Est, dans la région de Bohême-Centrale, en République tchèque. Sa population s'élevait à 1 957 habitants en 2020.

## Géographie
Měšice se trouve à 6 km au sud-ouest de Kostelec nad Labem et à 14 km au nord-nord-est de Prague.
La commune est limitée par Zlonín et Nová Ves au nord, par Mratín et Sluhy à l'est, par Veleň au sud-est, par Hovorčovice au sud, et par Líbeznice à l'ouest.

## Histoire
La première mention écrite de la localité date de 1294.

## Transports
Par la route, Měšice se trouve à 7 km de Kostelec nad Labem et à 18 km du centre de Prague.